# Elaeocarpus corallococcus
Elaeocarpus corallococcus är en tvåhjärtbladig växtart som beskrevs av C. Tirel. Elaeocarpus corallococcus ingår i släktet Elaeocarpus och familjen Elaeocarpaceae. Inga underarter finns listade i Catalogue of Life.